# Siantar Tonga Tonga II
Siantar Tonga Tonga II is een bestuurslaag in het regentschap Toba Samosir van de provincie Noord-Sumatra, Indonesië. Siantar Tonga Tonga II telt 285 inwoners (volkstelling 2010).